# Voigny
Voigny é uma comuna francesa na região administrativa de Grande Leste, no departamento de Aube. Estende-se por uma área de 7,09 km². Em 2010 a comuna tinha 158 habitantes (densidade: 22,3 hab./km²).